# Philip Adisak Phorn-Ngam

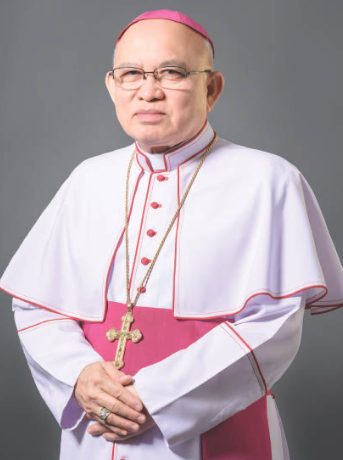
Philip Adisak Phorn-Ngam (2025)

Philip Adisak Phorn-Ngam (thailändisch ฟิลิป อดิศักดิ์ พรงาม; * 19. November 1954 in Hua Phai, Landkreis Mueang Sing Buri, Provinz Sing Buri, Zentralregion) ist ein thailändischer römisch-katholischer Geistlicher und Bischof von Chanthaburi.

## Leben
Philip Adisak Phorn-Ngam besuchte zuerst die Grundschule in Hua Phai sowie später die Darasamut School und das Assumption College in Si Racha und von 1965 bis 1973 schließlich das Kleine Seminar Sacred Heart of Jesus in Si Racha. Anschließend nahm er zunächst ein Studium an der Srinakharinwirot-Universität in Pathum Wan auf. Nachdem Phorn-Ngam von 1978 bis 1979 das Holy Family Intermediate Seminary in Nakhon Ratchasima besucht hatte, studierte er von 1979 bis 1983 Philosophie und von 1983 bis 1985 Katholische Theologie am nationalen Priesterseminar Lux Mundi in Sampran. Am Saengtham College erwarb er einen Bachelor of Arts in Philosophie und einen Bachelor of Theology. Der Bischof von Chanthaburi, Lawrence Thienchai Samanchit, erteilte ihm am 15. August 1983 die liturgische Beauftragung zum Lektor und der Bischof von Nakhon Ratchasima, Joachim Phayao Manisap, am 15. August 1984 die Beauftragung zum Akolythen. Der Bischof von Chanthaburi, Lawrence Thienchai Samanchit, spendete ihm am 28. Dezember 1985 in der Kirche des Kleinen Seminars Sacred Heart of Jesus in Si Racha die Diakonenweihe und am 13. September 1986 in der Pfarrkirche St. Philip and James in Hua Phai das Sakrament der Priesterweihe für das Bistum Chanthaburi.
Nach der Priesterweihe war Phorn-Ngam zunächst als Ökonom der Darasamut School in Si Racha tätig. 1989 absolvierte er Fortbildungskurse an der Priests’ School for Asia in Tagaytay City auf den Philippinen. Von 1990 bis 1994 fungierte er als Subregens des Holy Family Intermediate Seminary in Nakhon Ratchasima. 1994 wurde Phorn-Ngam für weiterführende im Fach spirituelle Theologie nach Rom an die Päpstliche Universität Heiliger Thomas von Aquin entsandt. Nach der Rückkehr in seine Heimat im Jahr 1996 wirkte er als Ökonom des Saengtham College und lehrte am nationalen Priesterseminar Lux Mundi in Sampran, bevor er 2006 dessen Subregens und 2007 schließlich dessen Regens wurde. Zudem gehörte er von 1998 bis 2015 dem Beirat des Saengtham College an. Daneben erwarb er 2003 an der Srinakharinwirot-Universität einen Master of Education und belegte 2005 Kurse am East Asian Pastoral Institute (EAPI) der Ateneo de Manila University. Von 2015 bis 2016 absolvierte Phorn-Ngam bibelwissenschaftliche Weiterbildungskurse im Rahmen des Programms Ecce Homo in Jerusalem. Anschließend wirkte er als Pfarrer der Pfarreien Saint Nicholas und Assumption in Pattaya. Ab 2020 war Phorn-Ngam Pfarrer der Kathedrale Immaculate Conception in Chanthaburi. Außerdem leitete er ab dem 9. August 2023 das vakante Bistum Chanthaburi als Diözesanadministrator.
Am 11. November 2024 ernannte ihn Papst Franziskus zum Bischof von Chanthaburi. Der Bischof von Ratchaburi, Silvio Siripong Charatsri, spendete ihm am 8. Februar 2025 in der Kathedrale Immaculate Conception in Chanthaburi die Bischofsweihe; Mitkonsekratoren waren der Bischof von Chiang Rai, Joseph Vuthilert Haelom, und der Erzbischof von Bangkok, Francis Xavier Vira Arpondratana. Sein Wahlspruch Domine ostende nobis Patrem („Herr, zeige uns den Vater“) stammt aus Joh 14,8 .